# Acacia bromilowiana
Acacia bromilowiana är en ärtväxtart som beskrevs av Bruce R. Maslin. Acacia bromilowiana ingår i släktet akacior, och familjen ärtväxter. Inga underarter finns listade i Catalogue of Life.